# Brist
Brist település Horvátországban, Split-Dalmácia megyében. Közigazgatásilag Gradachoz tartozik.

## Fekvése
Makarskától légvonalban 31, közúton 38 km-re délkeletre, községközpontjától 2 km-re északnyugatra a Biokovo-hegység lejtői alatt, az Adria-parti főút mentén, a tengerparton fekszik. A település teljes hosszában napsütötte tengerparti sétány húzódik, mely északnyugatra Podacával, délkeletre Gradaccal köti össze.

## Története
Podaca területe már az írott történelem előtti időben is lakott volt, amit az itt talált, bronzkori és vaskori  időszakból származó leletek bizonyítanak. A térség első ismert népe az illírek egyik törzse a dalmátok voltak, akik a magaslatokon épített, jól védhető erődített településeikben laktak. Az ő emlékeik a Briska stina nevű ókori lelőhelyen található, mára nagyrészt elpusztult  halomsírok maradványai. A rómaiak hosszú ideig tartó harcok után csak az 1. században hódították meg ezt a vidéket. Az illírek elleni 9-ben aratott végső győzelem után békésebb idők következtek. A horvát törzsek a 7. század végén telepedtek le itt, ezután területe a neretvánok kenézségének Paganiának a részét képezte. 
Brist a középkorban is folyamatosan lakott volt, erre utalnak a Turski greb nevű helyen található díszes középkori sírkövek. A középkorban, a 15. században épült a falu legrégibb temploma is mely a régi Szent Margit templom helyén állt. A település a 15. század végétől 1684-ig, kétszáz évig volt az Oszmán Birodalom uralma alatt. Ez idő alatt a lakosság lelki szolgálatát a közeli zaostrogi kolostor ferences szerzetesei látták el. Ebből az időből származik első írásos említése is, amely 1571-ben Mocenigo dózse egyik oklevelében történt. Neve a szilfa horvát „brijest” nevéből származik. A település magja akkor még a Biokovo-hegységhez közel feküdt. A lakosság leköltözése az ófaluból a tengerpartra csak a 19. században indult meg. Egyházilag 1780-ig még a podaci plébániához tartozott, ekkor alapították önálló plébániáját. A török uralom végével a település a Velencei Köztársaság uralma alá került. 
A velencei uralomnak 1797-ben vége szakadt és osztrák csapatok vonultak be Dalmáciába. 1806-ban az osztrákokat legyőző franciák uralma alá került, 1809-ben az Illír tartományok része lett, de Napóleon lipcsei veresége után 1813-ban újra az osztrákoké lett. A településnek 1857-ben 471, 1910-ben 550 lakosa volt. 1918-ban az új szerb-horvát-szlovén állam, majd később a Jugoszláv Királyság része lett. A második világháború idején a Független Horvát Állam része volt, majd a szocialista Jugoszlávia része lett. 1962-ben nagy földrengés pusztította a környéket, melyben számos épület, köztük a Szent János templom is megrongálódott. 1965-ben megépült az Adria-parti főút is. Ennek hatására a hegy alatti Selo lakói teljesen elhagyták régi lakhelyeiket és a tengerpart közelében fekvő Krajon építették fel új házaikat. A település 1991 óta a független Horvátországhoz tartozik. 2011-ben 400 lakosa volt.

## Népesség

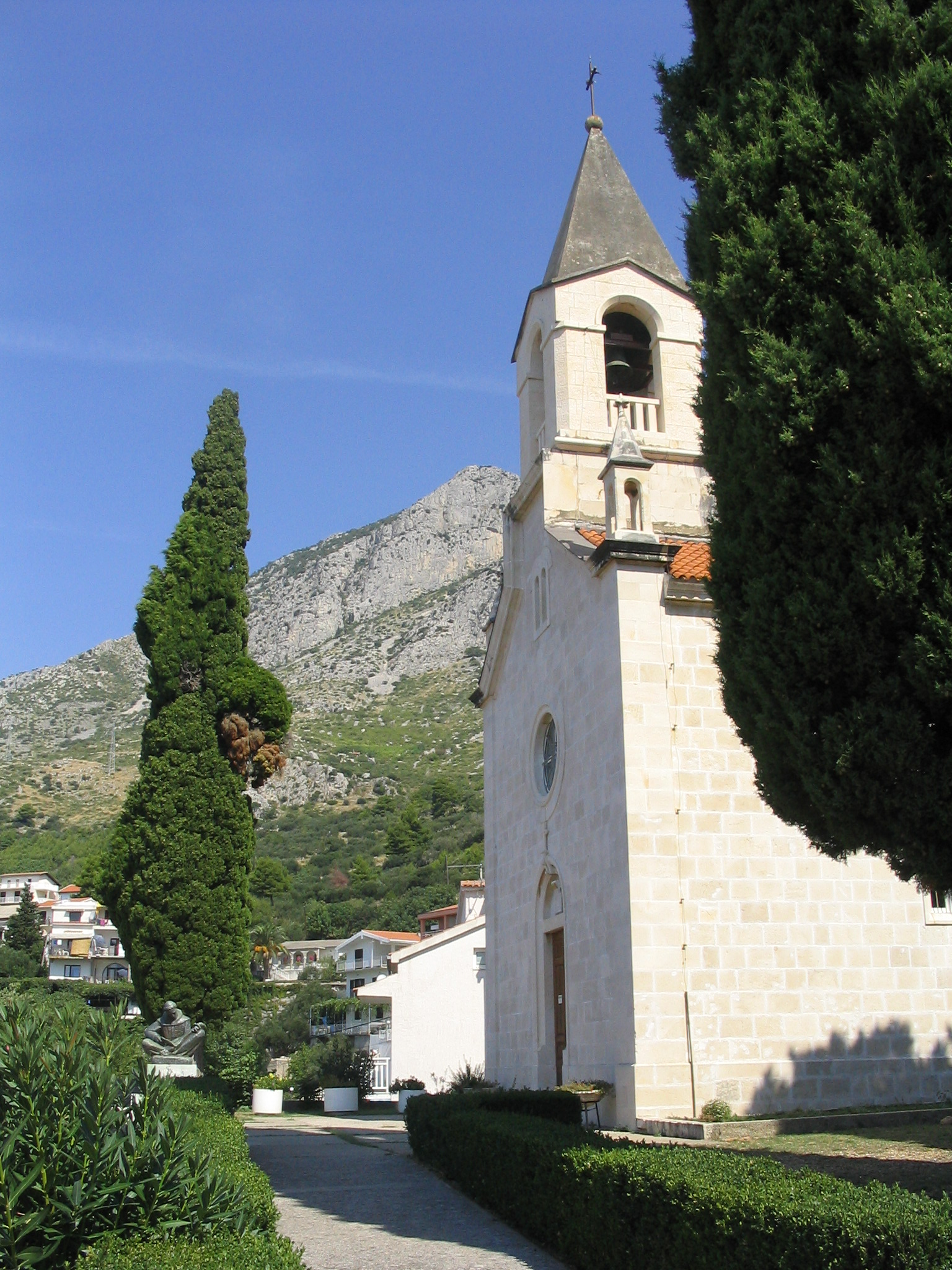
A Szent Margit-plébániatemplom

| Lakosság változása | Lakosság változása | Lakosság változása | Lakosság változása | Lakosság változása | Lakosság változása | Lakosság változása | Lakosság változása | Lakosság változása | Lakosság változása | Lakosság változása | Lakosság változása | Lakosság változása | Lakosság változása | Lakosság változása | Lakosság változása |
| ------------------ | ------------------ | ------------------ | ------------------ | ------------------ | ------------------ | ------------------ | ------------------ | ------------------ | ------------------ | ------------------ | ------------------ | ------------------ | ------------------ | ------------------ | ------------------ |
| 1857               | 1869               | 1880               | 1890               | 1900               | 1910               | 1921               | 1931               | 1948               | 1953               | 1961               | 1971               | 1981               | 1991               | 2001               | 2011               |
| 471                | 493                | 453                | 517                | 545                | 550                | 536                | 457                | 340                | 323                | 332                | 347                | 349                | 374                | 453                | 400                |

## Nevezetességei
- Antiochiai Szent Margit tiszteletére szentelt plébániatemploma a település központjában áll. A templomot 1870-ben építették, egyhajós kőépület félköríves apszissal. Homlokzatát kőrozetta, felül pedig piramisban záródó harangtorony díszíti. A főoltár és a két mellékoltár márványból készült. Egyik mellékoltára a Szűzanya tiszteletére van szentelve, Szűz Mária szobra díszíti karján a kis Jézussal, fejükön ezüst korona látható. A másik mellékoltár Szent Margitnak van szentelve, oltárképe a 18. században készült. A falon látható Szent Antal kép Gabrijel Jurkić alkotása 1940-ből. A templom előtt 1960-ban állították fel a falu nagy szülöttének Andrija Kačić Miošićnak a szobrát, Ivan Meštrović alkotását. A szobor a költőt szerzetesi ruhában, ülő pózban lanttal a kezében ábrázolja. A templom keleti falán 1940-ben emléktáblát is avattak a tiszteletére.

- A régi Szent Margit plébániatemploma[4] 1741-ben épült a régebbi templom helyén, melyet Andrija Kačić Miošić szerint a Bilopavlović család építtetett amikor a 15. században a Mostar melletti Bijelo Poljéról ide telepedett. Ezt a régi templomot említi Marijan Lišnjić makarskai püspök is az 1672-es szentszéki jelentésében. A régi templomból mára csak a gótikus apszis maradt meg, melyet 1741-ben az új templomba építettek be. Az apszisban a Kačić család sírjai találhatók. Az épületet 1966-ban védett műemlékké nyilvánították. 1986-ban az innen kivándorolt Ivan Miošić költségén felújították, 1987-ben pedig emléktáblát avattak a tiszteletére.

- Páduai Szent Antal tiszteletére szentelt temploma a Miošić család fogadalmi templomaként 1807-ben épült a tengerparton. Késő barokk stílusú, négyszögletes alaprajzú épület, homlokzatán rozettával, felül pedig egy harang számára épített harangtoronnyal. Homlokzata a tengerre néz. A templomot egy 16. századi kápolna alapjaira építették. 1988-ban megújították, ekkor új betonozott kórust és vakolatot kapott. A költségek oroszlánrészét Ljubomir Miošić családja állta, melyhez a helyi hívek munkájukkal járultak hozzá.

- A grčeniki Keresztelő Szent János templom 1900-ban épült arra a helyre, ahol régen is egy Szent János templom állt. Az épületet az 1962-es földrengés teljesen tönkretette és az idő vasfoga is megtette a hatását. Felújítására Ante Pećar vezetésével akciót indítottak a helyiek. Az anyagot a pločei polgármester Ante Karamatić kérésére az SFOR helikopterei szállították. A templom 2002-re teljesen megújult és visszakerülhetett bele a felújított Szent János szobor is, melyet addig a Szent Margit templomban őriztek. A falutól a templomhoz vezető gyalogút három órát vesz igénybe.

- A kétemeletes, balkonos Diana – Marušić ház a tengerparton áll. A 18. században építette akkori tulajdonosa a Kačić család, mai birtokosai házasság útján szerezték meg. Déli része félig nyitott, boltozott épület, mely felett nagyméretű teraszt alakítottak ki. Alsó részén ma is láthatók a puskalőrések maradványai. Falaiba ókori kőtöredékek is be vannak építve.

- Andrija Kačić Miošić szülőháza [5] az ófaluban álló emeletes lakóépület puskalőrésekkel. A hagyomány szerint, amint azt a déli homlokzaton elhelyezett emléktábla is hirdeti ebben született a nagy horvát költő 1704-ben. Négyszögletes alaprajzú, részben földbe süllyesztett lakóház. A földszinti gazdasági részt és a lakószintet a nyugati oldalon külső lépcsők kötik össze. Jellemzően a makarskai tengerpart erődített lakóházai közé tartozik, és főként kulturális jelentőséggel bír. Védett kulturális műemlék.

- Joka Kneženić köztéri mozaikképe az ókori életből vett jelenetet ábrázol.
- Határában a „Briska stina” lelőhelyen történelem előtti halomsírok maradványai találhatók, melyeket a későbbi építési munkálatok során szinte teljesen leromboltak és kifosztottak.

- A „Turski greb” nevű helyen 14. vagy 15. századi, gazdagon díszített sírkövek találhatók.

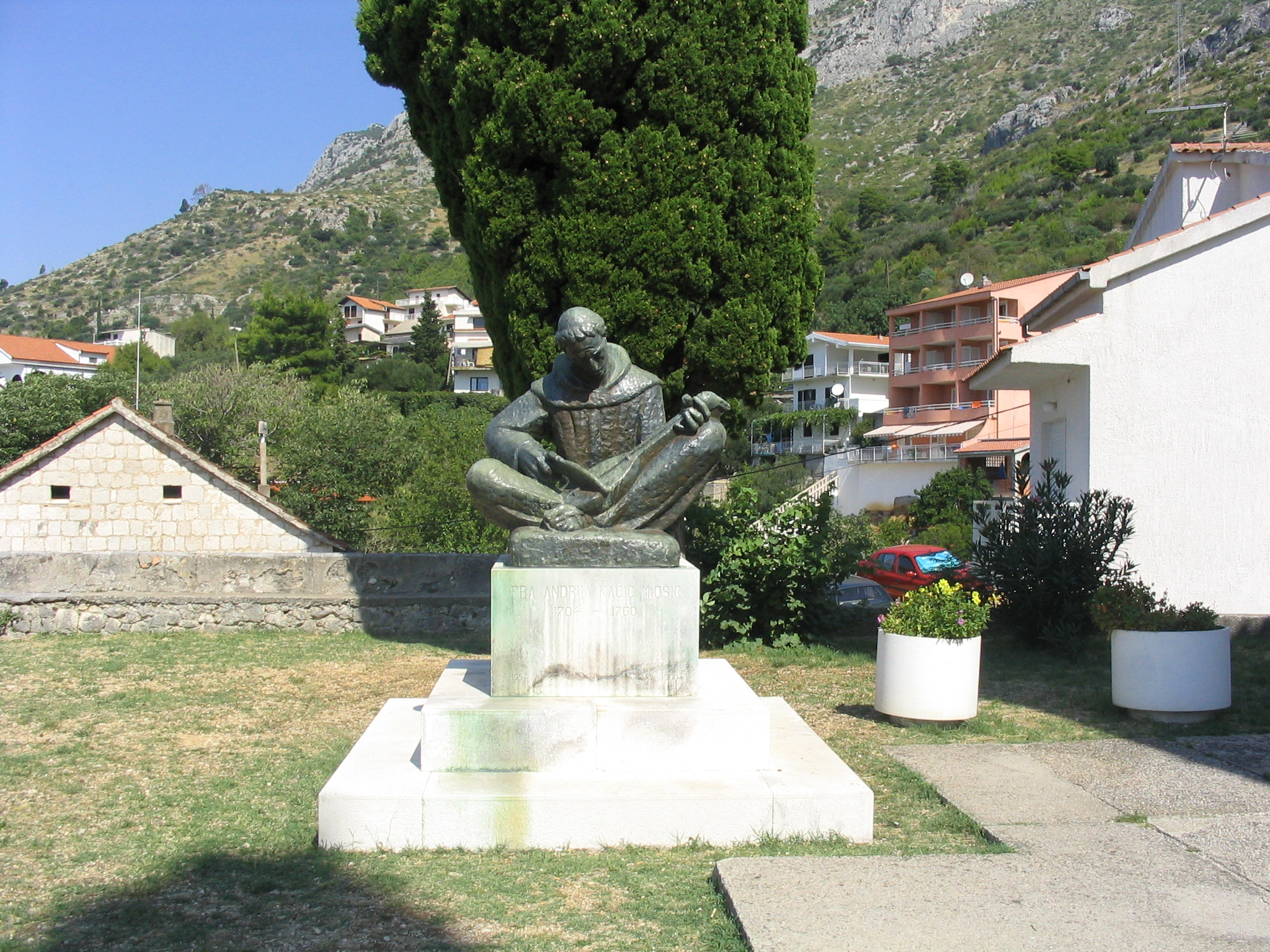
Andrija Kačić Miošić szobra, Ivan Meštrović alkotása a plébániatemplom előtt

- Az alapiskola épületét[6] 1878-ban építették a dalmát parlament döntése alapján, Andrija Kačić Miošić költő emlékére, amint azt a déli homlokzaton elhelyezett emléktábla is bizonyítja. Az iskola egy hagyományos kőből épült épület, melynek főhomlokzata délre néz. Ez Dalmácia egyik legrégebbi iskolaépülete, és a horvát nemzeti ébredés óta jelentős szerepet játszott a helyi lakosság oktatásában. Az épületben ma is működik az általános iskola.

- A partmenti épületkomplexum[7] három lakó- és kereskedelmi célú házból áll, melyek teraszokkal és erkéllyel épültek, a földszinten pedig boltíves arzenálok találhatók. Az építési mód, a forma és a késő barokk stílusjegyek alapján a házak építése a 18. századra tehető. A falakon számos puskalőrés maradt fenn, amelyeket a kalózok elleni védekezés céljából alakítottak ki. A házkomplexum ügyesen ötvözi a lakó és a gazdasági funkciót. A hagyomány szerint Andrija Kačić Miošić ezen házak egyikében élt és alkotott.

## Oktatás
Az iskola egyemeletes kőépületét 1878-ban a dalmáciai tartományi gyűlés építtette Andrija Kačić Miošićnak az emlékére. A településen ma a gradaci alapiskola kihelyezett tagozata működik.